# Histoire des Comores (pays)

## L'archipel des Comores
Peuplées depuis la seconde moitié du premier millénaire, les différentes îles des Comores ont suivi une histoire très voisine sans être pour autant commune (voir Histoire de l'archipel des Comores). C'est la France, puissance coloniale, qui unit administrativement les îles avant de les séparer à nouveau après 1976 avec le maintien de Mayotte sous administration française tandis qu'est fondée la république fédérale islamique des Comores. Cette dernière connaît ensuite une instabilité politique chronique marquée par une trentaine de coups d'État pendant plus de vingt ans. La république, après une crise économique puis de graves troubles politiques, se réforme et devient l'union des Comores en 2001.
Pour les périodes d'avant l'indépendance, voir :
- Archipel des Comores, Histoire de l'archipel des Comores
- Territoire des Comores (1946-1975), liste des dirigeants des Comores de 1946 à 1975
- Histoire de Mayotte

## La marche vers l'indépendance du Territoire des Comores
- Territoire des Comores

Aux Comores comme dans de nombreux pays africains, la question de l'indépendance se pose ouvertement depuis la fin de la Seconde Guerre mondiale. Cependant, pour la première génération des élites comoriennes occupant des postes dans l'administration française, l'heure n'est pas venue dans les années 1960 pour la réclamer. Le pouvoir, partagé entre ces élites et le pouvoir central français, éloigne initialement les plus indépendantistes du Mouvement de libération nationale des Comores (Molinaco), par exemple à Zanzibar.  
Ces leaders comoriens, députés ou sénateurs français, réclament à de nombreuses reprises une aide plus importante pour les Comores, la création d'école et de lycée, la création d'infrastructure, etc. Ils soulignent également la disparité des aides entre les Territoires d'outre Mer. Said Mohamed Cheikh (1904-1970), le plus important de ces leaders, homme qui exerce autoritairement, témoigne même d'un certain désillusion. Les leaders de Grande-Comore et d'Anjouan travaillent à obtenir davantage d'autonomie, les leaders mahorais en revanche prônent le contraire. Cheick et le prince Said Ibrahim (1911-1975), son principal opposant, adoptent pour mot d'ordre : « pas d'indépendance sans indépendance économique ». Ils obtiennent cette autonomie en 1961, et davantage encore en 1968. Les leaders grand-comoriens et anjouanais plus jeunes, en revanche, sont plus revendicatifs. Cheikh meurt en 1970, Ahmed Abdallah (1919-1989) obtient le leadership du parti Vert. Said Ibrahim devient président du conseil en avril 1970, mais Abdallah arrive à le mettre en difficulté début 1972. Devant l'impossibilité de former un nouveau gouvernement en octobre, la dissolution du conseil général est prononcée mi-novembre 1972. Le nouveau conseil est majoritairement favorable aux thèses d'Abdallah. Celui-ci prône un accompagnement rapide de la France vers l'indépendance. 

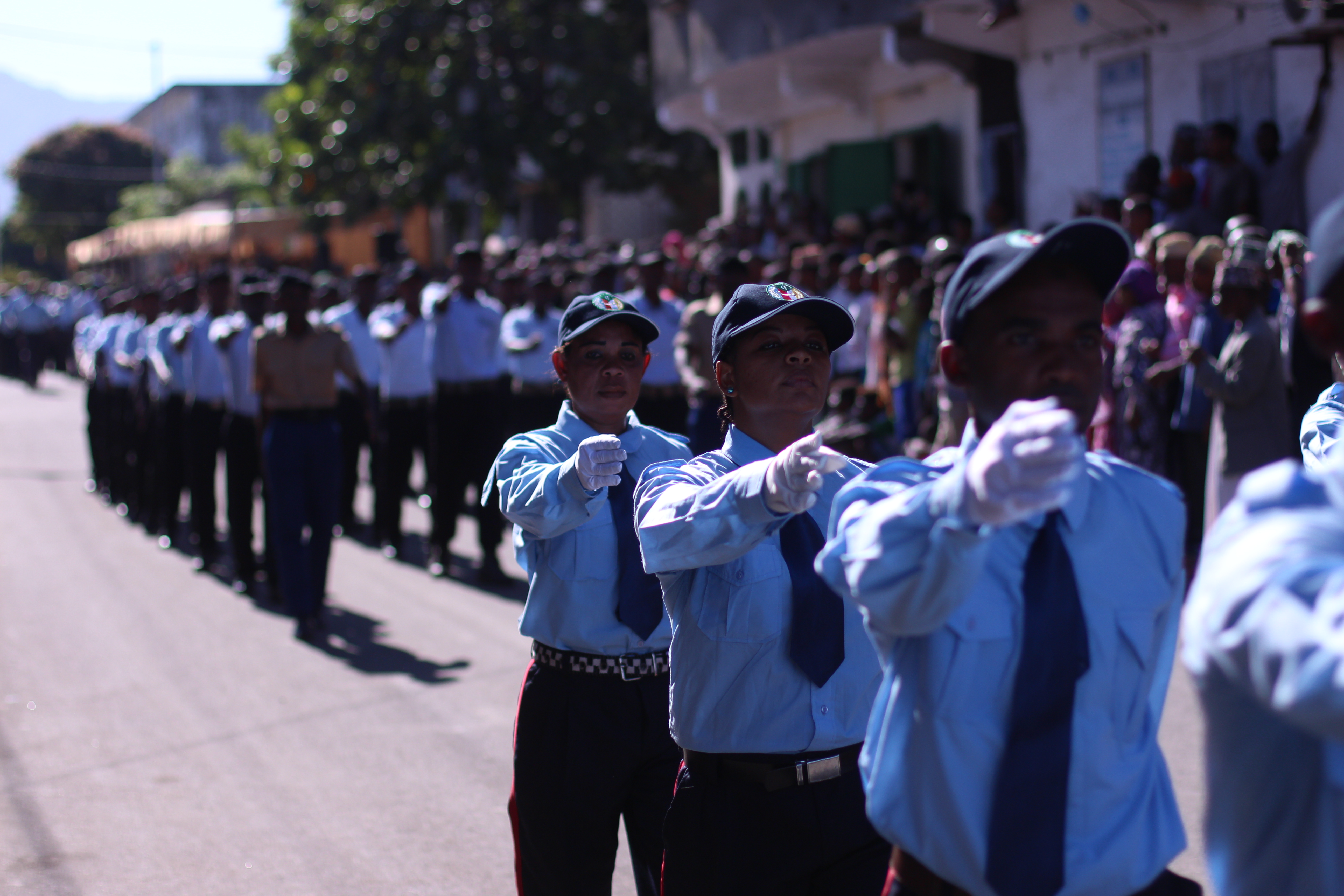
Défilé pour la fête de l'indépendance à Mutsamudu.

D'un commun accord en 1973, dans un objectif d'indépendance concerté, un référendum est planifié. Les leaders politiques de Grande-Comore et d'Anjouan se prononcent tous pour l'indépendance alors que les leaders mahorais optent pour le maintien au sein de la République française.Les Sorodas (pro colonisation), s'organisent et empêchent les leaders indépendantistes de mener campagne à Mayotte. Les leaders mahorais n'ont en revanche aucune audience en dehors de Mayotte. Peu de temps après sa prise de pouvoir fin 1973, les opposants à Abdallah dénoncent déjà son attitude despotique.
La France organise la consultation du 22 décembre 1974.
Mayotte ne s'exprime pas comme les trois autres îles (à 65 % pour le maintien alors qu'il est à 95 % contre pour les autres îles). Plusieurs explications sont données pour expliquer ce choix :
-L’influence de la France sur Mayotte, notamment en facilitant la naturalisation et l’envoi de Sakalaves pour maintenir une majorité pro-française.
-L'interêt stratégique de la France pour Mayotte, une île située dans une zone maritime stratégique, ce qui justifie son maintien sous domination pour des raisons géopolitiques.
-Les tensions internes créées par la France a travers le soutien a des groupes locaux, comme les Sorodas, pour diviser les populations et favoriser le maintien du controle colonial.
L'île se retrouve donc prise dans une contradiction entre deux principes fondamentaux du droit international : le droit des peuples à disposer d’eux-mêmes (en faveur d'une Mayotte française) et le droit à l’intégrité territoriale des États (en faveur d'une Mayotte comorienne). 
La France quant à elle, estime qu'il est important de rester sur une de ces îles au cœur canal du Mozambique. Une unité de la Légion étrangère continue à y être stationnée.

## Indépendance (1975), État comorien, et premier coup d'Etat
- État comorien

Drapeau de l'État comorien sous Ali Soilih (1975-1978)

En réaction à la volonté de la France de traiter Mayotte d'une façon particulière, l’Anjouanais Ahmed Abdallah, président du gouvernement, proclame unilatéralement l'indépendance de l'archipel le 6 juillet 1975. Les membres mahorais de l'assemblée territoriale font savoir qu'ils ne veulent pas siéger à l'assemblée des Comores. Le 17, Abdallah demande le départ des forces militaires françaises, qui s'exécutent. Le gouvernement français prend acte de cette décision en faisant adopter la loi du 31 décembre 1975 relative aux conséquences de l'autodétermination des îles des Comores, qui stipule que les îles de la Grande-Comore, Anjouan et Mohéli cessent de faire partie de la République française, tout en prévoyant l'organisation d'un nouveau référendum à Mayotte.
Tous les leaders comoriens dont Ali Soilih (1937-1978) sont critiques vis-à-vis de la déclaration d'indépendance et Said Ibrahim « ne décolère pas », considérant que l’attitude d'Abdallah allait rendre la relation avec la France difficile. Il considérait également qu'Abdallah ne respectait pas les termes de la consultation, qui proposait une indépendance accompagnée, et que dès lors il trompait la population.
Quelques jours après l'indépendance, le 3 août 1975,  Ali Soilih renverse le président Abdallah. Celui-ci s'est réfugié sur l'île d'Anjouan, d'où il apparaît indélogeable. Ali Soilih fait alors appel à un mercenaire français impliqué dans de nombreux coups d'État en Afrique, Bob Denard (1929-2007), pour renverser le capturer. Ahmed Abdallah est ainsi contraint à l'issue d'une opération aéroportée par une centaine de mapinduzi (militaires militants) encadrés par une cinquantaine de mercenaires de quitter l'île d'Anjouan et part en exil en France. Ali Soilih accède au pouvoir. 
En février 1976, Mayotte vote à nouveau pour le maintien dans la République française. 
Les trois îles sont pour leur part passées sous la responsabilité d'Ali Soilih, qui met en place un régime marxiste révolutionnaire. Les relations entre la jeune république et l'ancienne puissance coloniale se tendent rapidement. 
Vers la fin du mois de décembre 1976, un massacre se déclenche contre les populations d'origine comoriennes à Mahajanga et à Diego-Suarez, à Madagascar, perpétré par les Betsimisaraka et des Antandroy, deux tribus malgaches. Ce massacre est désigné sous le nom de Rutaka ou Kafa la Mjangaya (en comorien). Le bilan s’élèverait à plus de 500 morts. Le gouvernement des Comores décide de rapatrier les quinze mille Comoriens. Les premières évacuations ont eu lieu début janvier 1977 par des bateaux, Ville de Tuliéar et Ville de Manakara, enfin par la ligne aérienne belge Sabena. Ces Comoriens, bien souvent métissés, installés sur la côte nord-ouest de Madagascar depuis des générations, forment un cinquième groupe culturel constituant la population comorienne et sont appelés les « Sabénas ».

## République fédérale islamique des Comores (RFIC), sous Ahmed Abdallah (1978-1979)

Drapeau de la RFI utilisé entre 1996 et 2001

En 1977, Ahmed Abdallah réfugié à Paris sollicite Bob Denard pour l'aider à retrouver son fauteuil de président.
- République fédérale islamique des Comores

Le 13 mai 1978, Denard débarque avec ses hommes aux Comores et renverse le président Ali Soilih qui avait fait appel à lui trois ans plus tôt... et rétablit Ahmed Abdallah au pouvoir le 21 mai. Ali Soilih est tué, vraisemblablement exécuté. Abdallah est accueilli de façon triomphale et annonce à des journalistes occidentaux médusés : « Il faut que je me refasse ». Seul candidat, il est élu le 23 octobre 1978 président de la république fédérale islamique des Comores.
Bob Denard décide cette fois de rester aux Comores pour en faire sa base arrière et crée la Garde présidentielle (GP), force de police et militaire qui compte de près de 600 hommes, dont 17 des officiers sont français. Pour la financer, il se tourne rapidement vers l'Afrique du Sud en échange de la fourniture de facilités. Ainsi, les soldes de la GP sont versées en grande partie par le Directorate of Military Intelligence (DMI)(?) du régime sud-africain. L'Afrique du Sud pour sa part se sert de l'aéroport de Moroni pour ses opérations militaires, et met en place une importante base d'écoute à Itsandra, sur la côte occidentale de la Grande Comore. Une dizaine de personnels s'y employaient à intercepter les communications en provenance du Mozambique et de l'Angola. Elle fait ainsi transiter par les Comores d'importantes quantités d'armement à destination de l'Iran. Cette situation n'est pas sans agacer les autorités françaises.
En 1981, avec l'élection de François Mitterrand, Denard perd le soutien de la France et crée la SOGECOM.
En 1982, Abdallah dissout tous les partis politiques et crée le parti unique Union comorienne pour le progrès. Le régime connaît une dérive autoritaire, soutenu par les mercenaires de Denard qui contrôlent le pays et empêchent plusieurs tentatives de coup d'État. Le Front démocratique de Moustoifa Cheikh est notamment démantelé, accusé d'activités subversives, tandis que ses militants sont jetés en prison et torturés.
Réélu le 30 septembre 1984, le parti bleu remporte la totalité des sièges à l'Assemblée fédérales le 22 mai 1987. Il ouvre son pays aux investisseurs étrangers, surtout sud-africains, dans les domaines du tourisme et de la pêche, mais se met aussi au service du régime de l'apartheid pour l'aider à contourner l'embargo sur les armes. Moroni devient  également une base arrière pour des opérations de l'Afrique du Sud, notamment contre le Mozambique.
Abdallah entretient des rapports ambigus avec les mercenaires, à la fois fidèles serviteurs et maîtres ; la corruption se développe de façon considérable. Jusqu'à la mort d'Abdallah,  de la sécurité duquel il la charge, et même si ses apparitions publiques se faisaient très rares après 1985, Denard jouera un rôle considérable en coulisse dans la vie publique comorienne.

## Fuite puis retour de Bob Denard (1978-1979)
En 1989, pressentant un nouveau coup d'État, Abdallah demande à Denard de désarmer mais est tué dans son bureau par un militaire de la garde. Denard, blessé, impopulaire et accusé de meurtre négocie son départ pour l'Afrique du Sud. A la demande du président par intérim, Saïd Mohamed Djohar (1918-2005), le demi-frère de Soilih, des parachutistes français sont envoyés à Moroni pour assurer le maintien de l'ordre (opération Oside).
Djohar, alors président de la Cour suprême, est ensuite élu le 11 mars 1990 président dans un scrutin au résultat contesté contre Mohamed Taki Abdoulkarim (1936-1998). Il devient ainsi le premier président à arriver au pouvoir à l'issue d'un vote sans ingérence militaire.
Le 28 septembre 1995, Denard débarque en Grande-Comore et le renverse. Cette fois, les autorités françaises réagissent et, le 3 octobre, est lancée l’opération Azalée. 600 hommes sont déployés pour neutraliser les 33 mercenaires et 300 dissidents. Denard, qui a appelé ses hommes à ne pas opposer de résistance, est fait prisonnier et est placé en résidence surveillée en France.
Après un court intérim, les premières élections libres sont organisées et Mohamed Taki Abdoulkarim, candidat qui semblait avoir le soutien de la France, est élu en mars 1996. Sa présidence est marquée par la proclamation d'indépendance faite d'abord par Mohéli, puis par Anjouan, qui se plaignent d’être désavantagées dans la République par rapport à la Grande-Comore, siège du pouvoir. Mohéli, dont certains habitants avaient déjà publiquement réclamé son rattachement à la France avant de proclamer son indépendance, le réclament à nouveau par un grand mouvement de foule. Cette démarche est suivie par Anjouan le 3 août 1997, l'île la plus densément peuplée de l’archipel. 
- Liste des chefs d'État comoriens

## Crise séparatiste (1997)
- crise séparatiste des Comores

Anjouan déclare son indépendance 2 août 1997 suivie de Mohéli le 11 août 1997.
Taki décède en cours de mandat en novembre 1998. L'intérim est brièvement exercé par Saïd Saïd Hamadi (1951-) puis par l'Anjouanais Tadjidine ben Saïd Massounde (1933-2004).
Alors que les Grand-Comoriens et la communauté internationale souhaitent un rapprochement, les séparatistes refusent de négocier. Une intervention militaire est lancée mais échoue. Les élections ne peuvent avoir lieu, la situation semble bloquée, d'autant que le pouvoir à Anjouan n'est pas stable et semble donc incapable d'ouvrir des négociations.
Le colonel Azali Assoumani (1959-) réalise un coup d'État en avril 1999 sans violence et prend le pouvoir. Sous l'égide de l'Union africaine et de Thabo Mbeki le président sud-africain, le contact est renoué avec l'homme fort d'Anjouan, Mohamed Bacar (1962-) et les négociations reprennent.
Le colonel Azali tente d’abord de faire appliquer un accord conclu à Tananarive le 23 avril 1999, mais les responsables d'Anjouan le refusent et la population renouvelle massivement sa volonté d'indépendance dans une consultation organisée le 23 janvier 2000. L’UA, opposée par principe à toutes modifications de frontière, fait décréter à titre de sanction, un embargo sur les carburants, les denrées alimentaires, les communications maritimes et aériennes ainsi que sur les télécommunications, à partir du 21 mars 2000 et pour une durée indéterminée. Le blocus rend la vie très difficile aux Anjouanais qui fuient alors en grand nombre vers Mayotte.
Le 24 août 2000, le colonel Azali et le lieutenant-colonel Saïd Abeid Abdéramane (en), responsable anjouanais, posent les principes d'un nouvel accord, c'est la « Déclaration de Fomboni ». Cet accord ne satisfait pas l'UA qui s'oppose à la disparition de l'ancien État et maintient les sanctions contre Anjouan.
Finalement des négociations difficiles permettent de parvenir à un accord-cadre de réconciliation nationale, dit « accord de Fomboni » (17 février 2001). L'UA s'incline. Les sanctions sur Anjouan sont levées.

## Accords de Fomboni et fondation de l'union des Comores (2001)
- Accords de Fomboni

Drapeau de l'Union

La nouvelle Constitution de « l’union des Comores » est adoptée par référendum le 23 décembre 2001. Cette Constitution crée un État fédéral composé de trois îles dotées d’une très large autonomie, avec une présidence tournante entre les îles tous les quatre ans. 
Le colonel Azali est élu président de l’Union en avril 2002, en même temps que les présidents des îles d’Anjouan (Mohamed Bacar (1962-)), de Mohéli (Mohamed Saïd Fazul (1960-)) et de la Grande-Comore (Mzé Abdou Soulé Elbak (1954-)).
Chaque étape de la mise en œuvre de l’accord de Fomboni donne lieu à des conflits sur la répartition des compétences entre l’Union et les îles (portant sur le contrôle des douanes, des sociétés publiques génératrices de recettes, des forces de sécurité). L’accord de Moroni conclu le 20 décembre 2003 sous l’égide de l’Afrique du Sud, précise les conditions d’application du « processus de Fomboni ». Les élections législatives au niveau des îles et de l’Union ont lieu dans de bonnes conditions en mars et avril 2004. Les opposants au président Azali, favorables à une plus grande autonomie des îles, remportent ces élections et détiennent la majorité à l’Assemblée de l’Union, qui est installée en juin 2004.
Le président Azali s’efforce néanmoins de contrebalancer l’influence des îles autonomes, qui souhaitent faire adopter des lois organiques allant vers une plus grande décentralisation de l’État comorien et refuse même de promulguer certaines lois, telle que la loi organique sur les Forces de sécurité intérieure, adoptée en mai 2005. Celle-ci prévoit la création de forces de police dotées de compétences similaires à celles de la gendarmerie et placées sous l’autorité des présidents des îles autonomes.
Le pays organise, conformément à la constitution, des élections en 2006, la présidence devant revenir, comme la constitution l'exige, à un Anjouanais. Cependant, Azali prétendant ne pas contrôler suffisamment Anjouan, fait appel à la communauté internationale pour organiser les élections dans des conditions acceptables. Malgré des irrégularités identifiées au premier tour, ces élections sont gagnées par Ahmed Abdallah Sambi (1958-) (élu avec 58 % des voix), un religieux sunnite surnommé l'« Ayatollah ». Sambi rencontre les mêmes difficultés que Azali dans la gestion de l'Union.

## Seconde crise séparatiste à Anjouan,Opération Démocratieaux Comores (2007-2008)
- Opération Démocratie aux Comores

En 2007, chaque île doit élire à nouveau son président. Quelques semaines avant ces élections, le président d'Anjouan, Mohamed Bacar, est invalidé par le président de l'union des Comores, arguant du fait que la date de validité de son mandat est dépassée.
Mohamed Bacar entre dans l'illégalité et plusieurs épisodes d'intimidation réciproque aboutissent à un affrontement entre les gendarmes d'Anjouan et les forces militaires de l'union des Comores. Les élections ont lieu en juin 2007 dans les trois îles, sans que les observateurs internationaux (notamment l'UA) puissent contrôler leur validité à Anjouan. Mohamed Bacar se déclare réélu mais cette élection est contestée par le gouvernement de l'Union. Les autorités perdent tout contrôle sur Anjouan.
Le 17 mars 2008, au cours d’une conférence de presse, le chef d’état-major de l’AND indique que l’armée nationale à Anjouan a mené avec succès des infiltrations avant le déclenchement de l’opération Démocratie aux Comores.
Le 24 mars 2008, plus d'un millier de soldats tanzaniens et soudanais sont prêts à un assaut contre l'île d'Anjouan en appui des quatre cents soldats comoriens dans le cadre de l'opération Démocratie aux Comores. La logistique est assurée par l'armée française (mise à disposition de moyens aériens pour les transports de troupes).
Le 25 mars 2008 : les troupes de l'union des Comores, soutenue par l'Union africaine et, à ce titre, épaulées par des troupes tanzaniennes et soudanaises, débarquent à Anjouan et prennent possession de l'île, après de brefs combats. L'objectif de cette opération est de mettre fin à la sécession de l'île menée par le colonel Mohamed Bacar. Ce dernier parvient à s'enfuir d'Anjouan par voie maritime et entre illégalement à Mayotte (France) où il est arrêté, puis transféré le 27 mars 2008 sur l'île de la Réunion, en attendant que sa demande d'asile soit examinée.
- 28 mars 2008 : depuis Damas à la 20e session du sommet de la Ligue arabe, le président Sambi réclame l'extradition du colonel Mohamed Bacar vers les Comores ou, à défaut, qu’il soit expulsé vers un pays n'appliquant pas la peine de mort, et enfin qu’il soit jugé pour ses « crimes ».

- 29 mars 2008 : le président déchu de l'île comorienne d'Anjouan, Mohamed Bacar, poursuivi notamment pour entrée illégale en France, est relaxé par le tribunal de Saint-Denis de La Réunion (France) mais fait l'objet d'une mesure de rétention administrative. Le tribunal a déclaré nulle la procédure à l'encontre de Mohamed Bacar et de ses 23 hommes, qui étaient poursuivis pour « séjour sans titre, importation, port et transport d'armes prohibées », des faits passibles de cinq ans de détention maximum.

Bacar est transféré par les autorités françaises à La Réunion où il demande l'asile politique. Le gouvernement de l'Union réclame Bacar pour le juger, et pour faire pression annonce le mercredi 2 avril que dorénavant les Comores interdirait tout rapatriement de leurs ressortissants entrés clandestinement sur l'île de Mayotte, ce qui met sous pression les autorités mahoraises, où la maîtrise de l'immigration illégale est devenue un enjeu politique.

## Depuis 2009
En mai 2009, le président Sambi convoque les électeurs comoriens pour un référendum constitutionnel, qui est approuvé par 93 % des votants. Cette nouvelle constitution, fait marche arrière par rapport à celle de 2001 en renforçant les pouvoirs du président de l'Union au détriment de ceux des îles, qui deviennent des « gouverneurs » avec une plus large autonomie. L'islam devient « religion d'État », alors que la Constitution précédente le définissait seulement comme « inspirateur des règles et principes qui régissent l'union des Comores ». Et le mandat du président est prolongé d'un an.
Son successeur Ikililou Dhoinine, qui était son vice-président depuis 2006, est élu le 26 décembre 2010 et lui succède effectivement le 26 mai 2011.
Des gisements d'hydrocarbures ayant été découverts au Mozambique en 2010, Ikililou Dhoinine autorise en 2012 la compagnie Tullow Oil à mener une campagne de prospection au large de l’archipel. Cette perspective retient toute l'attention les dirigeants. Le pays, qui connaît une forte expansion démographique, connaît des difficultés économiques, la moitié de sa population vit au-dessous du seuil de pauvreté, et pour partie souffre de la faim.
Lors de la présidentielle de 2016, le candidat du pouvoir est son vice-président Mohamed Ali Soilihi. Mais celui-ci est devancé, après un scrutin à rebondissements et un second tour entaché de violences, par l'ancien putschiste Azali Assoumani avec 41,43 % contre 39,67 % des suffrages,.  
Le 30 juillet 2018, les Comoriens approuvent par référendum une nouvelle révision constitutionnelle qui renforce encore les pouvoirs du président, l'autorisant notamment à briguer deux mandats consécutifs. Cette réforme entérine également la suppression du poste de vice-président et supprime la cour constitutionnelle au profit de la Cour suprême.
Le président Azali Assoumani se rend à une Conférence à Paris pour y trouver le financement, 4,3 milliards de dollars, d'un programme, le Plan Comores émergent, auprès des bailleurs du pays, ainsi que des représentants du secteur privé international, pour renforcer les fondamentaux de l'économie et pouvoir faire face aux chocs extérieurs, qu’il s’agisse de catastrophe naturelle, comme  le cyclone Kenneth  en avril 2019, ou de la variation des cours internationaux de ses principaux produits d’exportation,

## Galerie de responsables politiques récents
Présidence :

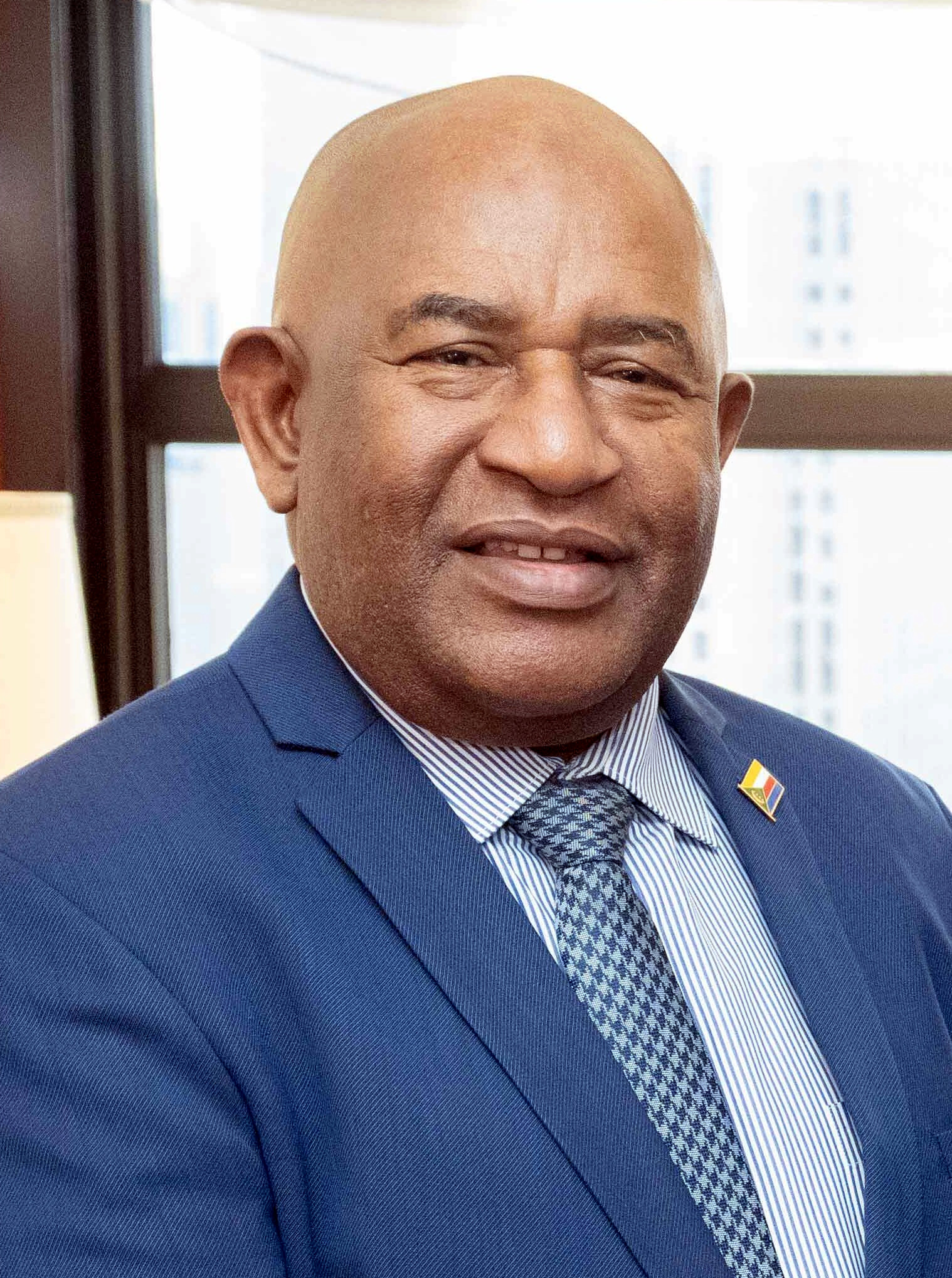
Azali Assoumani 2001-2006 2016-présent
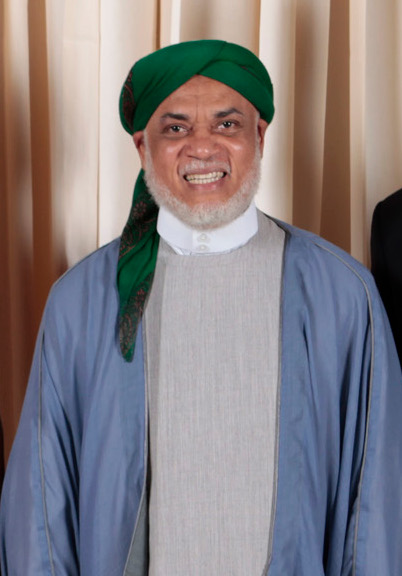
Ahmed Abdallah Mohamed Sambi 2006-2011
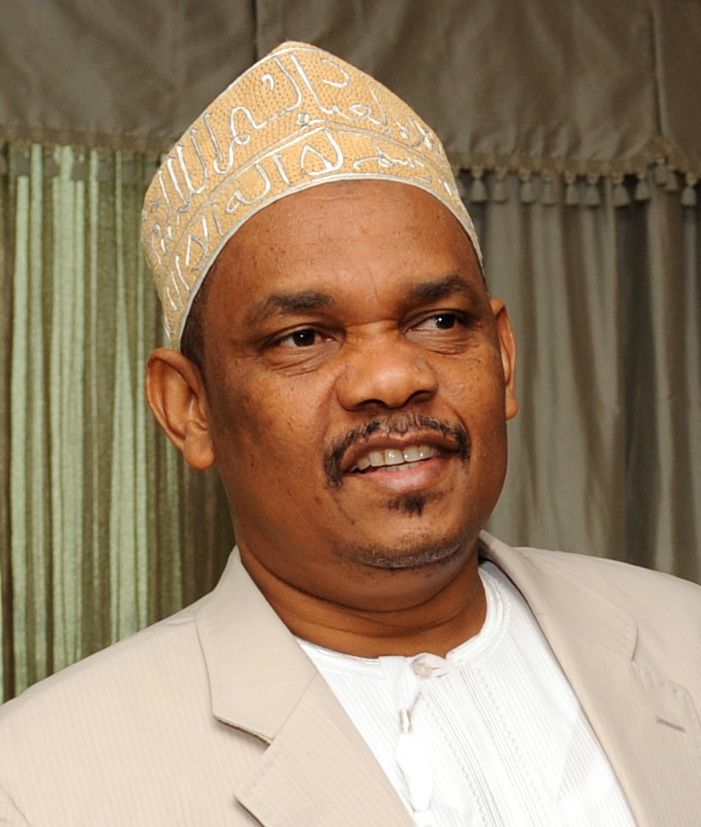
Ikililou Dhoinine 2011-2016

### Documentaire
- Documentaire "Bob Denard, le sultan blanc des Comores"